# 成羽層群
成羽層群（なりわそうぐん、英:Nariwa Group）は、岡山県西部に分布する上部三畳系の陸棚相堆積物からなる地層。主に砂岩・泥岩層から構成されており、剪断破壊を受けた多数の石炭層や炭質泥岩層を挟在すること、広範囲に褶曲が卓越している点が特徴である。植物や二枚貝の化石が産出することから古生物学的研究が行われている。また成羽層群の分布域は岡山県内で有数の地すべり地帯でもある。

## 分布・地形・岩相

### 分布
成羽層は岡山県高梁市のうち、旧成羽町から旧川上町にかけて分布する。成羽層の分布域の北西には吉備高原が存在する。成羽層群が周辺の基盤地質と比較して柔らかいことから、成羽層群分布域は差別的浸食を受けて盆地を形成している。

### 地質構造
下位層は古生界の泥岩・塩基性/酸性凝灰岩・石灰岩などであり、成羽層群との間に不整合面が存在する。旧成羽町北部周辺では下部白亜系アルビアン階の羽山層が成羽層群を削り込んで上位層として堆積しており、この間にも不整合面が存在する。また成羽層群分布域の中北部では後期白亜紀の花崗岩が本層群を貫通する。
成羽層群は大局的に大規模な向斜構造を構成しており、東北東の走向で東へ緩やかに傾斜した褶曲軸が中央付近に存在する。またこの向斜構造の内部では波長2キロメートル程度の背斜・向斜構造やより短波長の小規模な褶曲が存在しており、複次褶曲をなしている。加えて南北走行の断層が走っており、これが褶曲構造の一部を分断している。

### 砕屑物の起源
成羽層群は古流向を示唆する痕跡が発見されておらず、層群を形成した砕屑物の供給源は岩相のみから推定されている。礫岩の分布から南側に供給減を求める小林ほか (1937)の見解と、最上山層の礫岩の粒径と砂岩・泥岩の割合から北側に供給源を求める寺岡 (1959)の見解があり、亀高 (1997)は北側起源を支持している。
亀高 (1997)は成羽層群の砕屑物の供給源のいくつかを推定した。具体的にはペルム紀の放散虫を含むチャートや頁岩が秋吉帯の砕屑岩類、チタンに乏しい砕屑クロムスピネルが大江山のオフィオライトに由来する可能性が高いとした。また安定陸塊起源の可能性がある砕屑物としてオルソコーツァイト礫やグラニュライト起源砕屑性ザクロ石を挙げているが、前者は再堆積の可能性、後者は中国地方の変成岩にグラニュライト相が存在した可能性があることにも触れている。
高知ほか (2014)は地頭層に1400–500 Ma と 2500–1700 Ma の砕屑性ジルコンが含まれるとした。前者は中央アジア造山帯を構成するゴンドワナ大陸由来の地塊、後者は北中国地塊に起源を持つと解釈されている。

## 層序
成羽層群は主に粗粒砂岩層からなり、炭層や炭質頁岩層が多く挟在する。より細かく見れば成羽層群は岩相変化が顕著であり、2022年現在の知見では下位層から順に仁賀層・地頭層・最上山層・日名層・日名畑層の5層に区分される。このうち地頭層のみが海成層、残る4層が陸成層である。陸成層の堆積環境は仁賀層と最上山層で河川、日名層で扇状地付近の平野、日名畑層で氾濫原とされる。
なお、過去には成羽層群の層序は異なる理解がなされていた。当初成羽層群はモノチス化石を含む堆積層と植物を含む堆積層に大別され、Yokoyama (1905)によって含植物層が上位とされていたが、赤木 (1927)は含モノチス層を上位とした。その後、小林ほか (1937)は成羽層群を三分し、礫岩に富む下部、砂泥互層を主体とする中部、モノチス化石の産出する上部に区分した。寺岡 (1959)もこれをほぼ踏襲し、下位から順に最上山層・日名畑層・地頭層の3層に区分している。亀高 (1997)も「日名層」の表記を採用せず「最上山層上部」とし、また本項における「最上山層」を「最上山層下部」としている点で寺岡 (1959)と共通している。
2022年現在の層序を提唱したのは鈴木・Asiedu (1995)であり、これにより最下部にあたる仁賀層が加えられ、海成層である地頭層が陸成層に挟まれる形となった。高知ほか (2014)は地頭層の砕屑性ジルコン年代の下限値を203.1 ± 6.7 Maとしており、地頭層の堆積年代を後期三畳紀ノーリアン期から前期ジュラ紀シネムーリアン期またはそれ以降とした。また、最上山層から採取した試料のジルコン年代を190.3 ± 9.0 Maとし、最上山層の堆積年代がシネムーリアン期からトアルシアン期にあたることを示唆した。この結果は鈴木・Asiedu (1995)の見解と調和的である。

### 仁賀層
仁賀層は炭質層を多く含む河川堆積物で構成されている。仁賀層は砂岩層・砂泥互層・泥岩層・炭質層の順で上方細粒化を示す小規模な堆積ユニットが繰り返されており、砂岩層は河川本流の流路堆積物、それ以外は氾濫原堆積物と解釈されている。
砂岩層は層厚1～5メートルのものが多く、約10メートルに達するものも見られる。砂泥互層は10センチメートルオーダーの層厚を持つ砂岩層と泥岩層の互層であり、下部では砂岩、上部では泥岩が優勢である。砂泥互層と泥岩層・炭質層との間に明確な境界は無く、漸移している。泥岩層・炭質層は自然堤防の決壊時に堆積したと見られる薄い砂岩層を挟在する。
砂泥互層や泥岩層が卓越する地域では小褶曲が、砂岩層が卓越する地域では波長200メートル程度の褶曲が発達する。こうした褶曲は泥岩層・炭質層と砂岩層との間の地質境界で層面すべりを伴っており、これにより多数の炭質層を選択的に破砕している。こうした脆弱な炭質層と、地すべり運動を規制する波長50メートル前後の小褶曲の存在は、成羽層群分布域での地すべり頻発の大きな要因ともなっている。

### 地頭層
地頭層は淘汰の良い厚い砂岩層や層理を示さない砂質泥岩層を主体とし、一部に礫岩を含む。下部には酸性凝灰岩や凝灰質砂岩および凝灰質泥岩が挟在しており、鍵層として扱われている。酸性凝灰岩は全体として明灰色であり、黒色～暗灰色の葉理が数多く存在する。
推定層厚は1000メートル以上。ノーリアン期を示す示準化石であるMonotis ochoticaの化石が多産しており、当時の堆積環境は海浜の付近であったと推測されている。また寺岡 (1959)はモノチスを産する堆積層から石炭の薄層や保存の悪い植物化石が産出することを報告している。
正岡・鈴木 (2015)は地頭層の層序を整理し、下位から順に下平泥質砂岩部層、音藤砂岩優勢タービダイト部層、三沢泥岩優勢タービダイト部層、日出谷礫岩砂岩部層の4部層に細分した。このうちモノチス化石が特に多産するのは最下部の下平泥質砂岩部層であり、腹足類のNaticellaに類似する化石も回収されている。これら4部層は海進から海退までの堆積場の変化を示唆しているとされる。
| 部層名                       | 層厚          | 主な岩相                                                    | 推定される堆積環境 | 備考                                                       |
| ---------------------------- | ------------- | ----------------------------------------------------------- | ------------------ | ---------------------------------------------------------- |
| 下平泥質砂岩部層             | 約80メートル  | 不明瞭な層理を伴う泥質細粒砂岩                              | 内湾               | モノチス化石多産                                           |
| 音藤砂岩優勢タービダイト部層 | 約170メートル | 極粗粒～中粒砂岩                                            | 陸棚               | 級化層理をなす層厚70～80センチメートルのユニットが繰り返す |
| 三沢泥岩優勢タービダイト部層 | 約150メートル | 無構造泥岩、弱い平行葉理を伴う泥岩                          | 陸棚               | 上部ほど酸性凝灰岩を挟在                                   |
| 日出谷礫岩砂岩部層           | 約320メートル | 淘汰の良い極粗粒～中粒砂岩（下部） 粗粒砂岩ユニット（上部） | 浅海               |                                                            |

### 最上山層
最上山層を構成する岩相は礫岩・砂岩・泥岩・石炭であり、これらが上方細粒化を示す層厚数メートルから数十メートルの堆積ユニットを構成する。堆積ユニットは砂岩と泥岩が互層をなしており、礫岩と泥岩が発達していて砂岩は薄い。礫岩を構成する礫は粒径2～4センチメートル程度のものが大半を占めており、チャート礫が非常に多く、粘板岩や砂岩礫が次いで多く、火成岩礫は少ない。亀高 (1997)によれば稀な石炭層に代わって炭質泥岩層が最上部になることもあるほか、寺岡 (1959)によれば石炭や炭質泥岩の層準が一定していない。また、堆積ユニットの構成要素の一部が欠落している場合もある。
亀高 (1997)によれば下部では石炭層が、上部では礫岩層が発達する。寺岡 (1959)も下部について同様の旨を記載したほか、堆積ユニットの厚さやユニット自体の減少を報告している。最下部は礫岩がほぼ存在せず、砂泥互層からなる。
推定層厚は500メートル以上。植物化石が産出するが、保存は良好でない。

### 日名層
日名層は礫岩を主とする粗粒堆積物が発達しており、成羽層群において最も礫岩が卓越している。特に礫岩は南側よりも北側で卓越し、礫自体も北側で大型である。北側の礫は粒径15センチメートルを超過するものも少なくないが、南側ほど粒度が漸次縮小し、頁岩が挟在するようになる。なお北側でも上部は頁岩こそ挟在しないものの粒度を減じており、礫質砂岩が多い。礫岩中にも一部にはレンズ状に砂岩や泥岩が保存されている。
寺岡 (1959)は日名層の礫岩に大量の酸性火成岩礫が含まれることを特筆している。寺岡 (1959)によれば、礫のうちチャートや粘板岩や砂岩礫の割合は最上山層と比較して低く、花崗岩・花崗岩質ペグマタイト・花崗斑岩・文象斑岩・石英斑岩・斜長石流紋岩・安山岩様岩が多く含まれる。
最大層厚は300メートル。礫岩からは材化石が、泥岩・砂岩からは植物化石が産出する。

### 日名畑層
亀高 (1997)によれば、日名畑層は礫岩と石炭層を挟在する砂泥互層が主体であり、層全体を通して下部ほど粗粒、上部ほど泥岩が発達する傾向を示す。寺岡 (1959)も下部において砂岩が優勢であるとし、上部は厚さ1～数メートルの砂岩と頁岩の互層が主体であるとしている。湯川ほか (2012)は細粒～中粒砂岩を主体とする下部を自然堤防堆積物、泥岩を主体とする上部を氾濫原堆積物とし、後者を単層の形態や岩相に基づいてさらに2つに細分している。また田中ほか (2006)によれば、厚さ5センチメートルの堆積ユニットの繰り返しが多く見られ、ユニット内でも上方細粒化が認められる。
推定層厚500メートル以上。寺岡 (1959)は頁岩が多く見られはじめる箇所や厚さ数メートルの頁岩の初出現を日名畑層の下限としている。比較的保存の良好な植物化石や珪化木が砂岩や頁岩から多産しており、湯川ほか (2012)は立木化石を含む日本最古の化石林を報告している。湯川ほか (2012)によればこの化石林は自然堤防上に生育していたものであり、少なくともゼノキシロン属が含まれている。

## 生物相

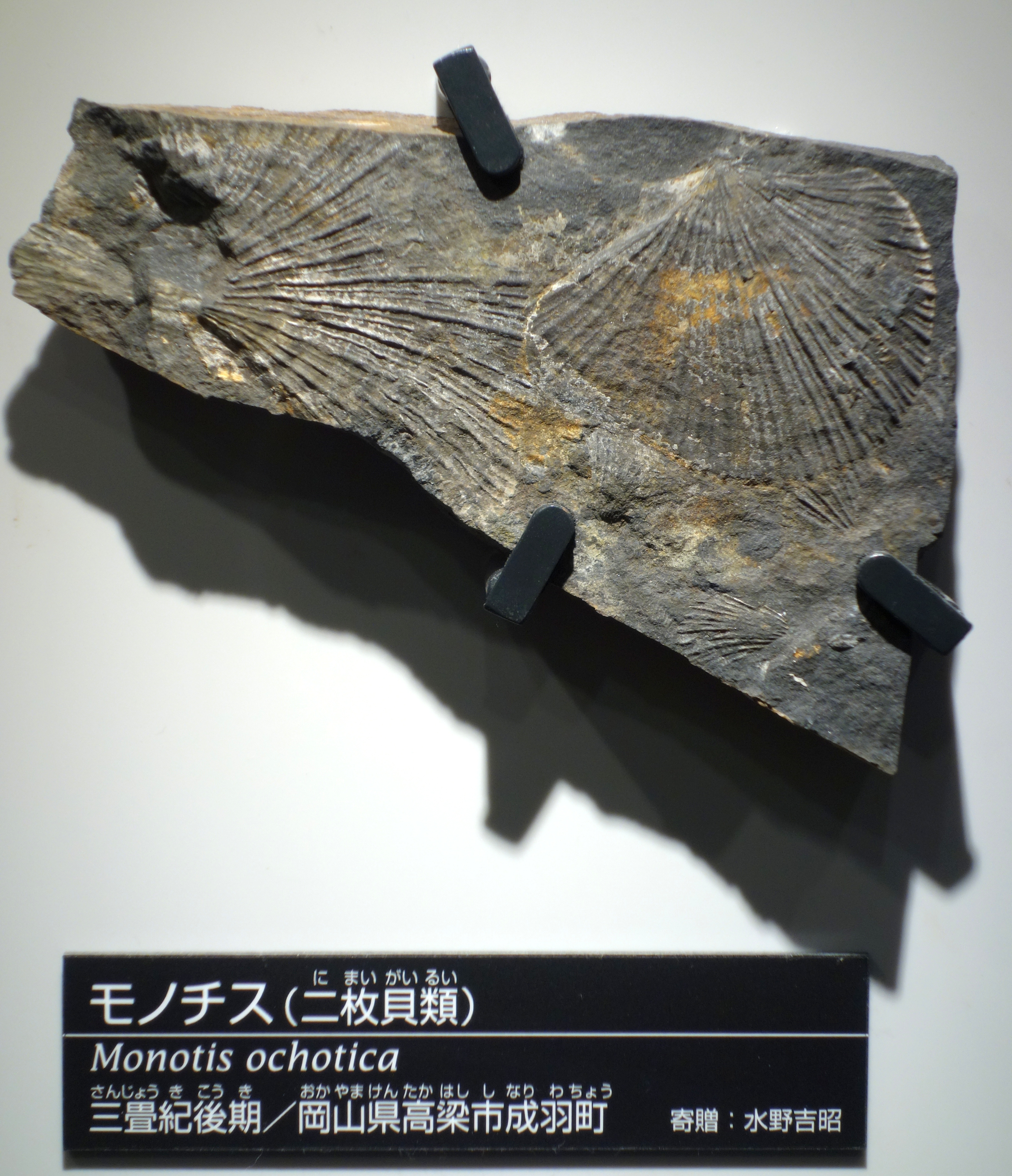
旧成羽町で産出したモノチス化石

成羽層群の生物相は後期三畳紀の植物相と海棲二枚貝のモノチスで特徴づけられる。

### 植物
成羽層群から発見されている植物化石の種数は114種に達しており、そのうち38種が新種とされる。具体的な分類群としてヤブレガサウラボシ科（大葉シダ植物）やソテツ類（裸子植物）といった分類群の植物化石が産出している。また、珪化木も5分類群が報告されている。
産出した種の例を以下に挙げる。
大葉シダ植物
- Cladophlebis haiburnensis（英語版）[12]（ウラボシ亜綱）
- Eauisetites nariwensis（トクサ類）[13]
- Hausmannia（ヤブレガサウラボシ科）
  - Hausmannia dentata[14]
  - Hausmannia nariwaensis[14]
- Neocalamites carrerei（英語版）（トクサ類）[13]

シダ種子類
- Sagenopteris nariwaensis（英語版）（カイトニア目（英語版））[15]

裸子植物
- Araucariopitys japonica[10]（球果植物）
- Baiera furcata（イチョウ類）[16]
- Ctenis（英語版）（ソテツ類）
  - Ctenis japonica[14]
  - Ctenis yabei[17]
- Czekanowskiarigida[10]（イチョウ類）
- Ginkgoites sibirica（イチョウ類）[16]
- Nilssonia（英語版）（ソテツ類）
  - Nilssonia simplex[17]
  - Nilssonia splendens[10]
- Otozamites molinianus（英語版）（ベネチテス目）[18]
- Podozamites（英語版）（球果植物）
  - Podozamites distaus[10]
  - Podozamites lanceolatus[19]
- Protocedroxylon triassicum[10]（球果植物）
- Pterophyllum ctenoides（英語版）（ベネチテス目）[18]
- Storgardia spectabilis（球果植物）[14]
- Swedenborgia cryptomerioides（球果植物）[19]
- Xenoxylon（球果植物）
  - Xenoxylon nariwaense[10]
  - Xenoxylon latiporosum[10]

### モノチス
モノチスはノーリアン期の生物である。地頭層、特に最下部の部層から密集して産出するモノチスの化石はほぼ完全なものが多いが、2枚の殻が合弁しているものは稀である。モノチス化石の産出は仁賀層の時代に存在した森林が海進によって水没し海が存在したことを示唆しており、また浮遊性と考えられるモノチスの生態や堆積物の生痕化石などから比較的穏やかな環境であったと推測されている。ただし、同部層に淘汰の良い中粒砂岩が見られることから、潮流や波浪の影響もある程度はあったと推測されている。
なお地頭層の最上部の部層は浅海域を示唆しており、海退が進行していたことを示唆する。当時の成羽地域が海であった時代は約1000万年に亘って継続し、その後再び陸上植生の発達する時代を迎えている。